# Stitchers
Stitchers è una serie televisiva statunitense trasmessa dal 2 giugno 2015 su Freeform (conosciuta precedentemente come ABC Family). La serie è stata interrotta alla terza stagione.
In Italia, la serie è andata in onda dal 25 settembre 2016 su Rai 4.

## Trama
La serie segue Kirsten, una ragazza che è stata reclutata da un ente governativo per essere "cucita" nei ricordi di persone recentemente scomparse, col fine di indagare su omicidi e misteri che altrimenti rimarrebbero irrisolti. Cameron, un brillante neuroscienziato, assiste Kirsten nel programma segreto guidato da Maggie, un esperto operatore segreto. Il programma include anche Linus, un ingegnere di bioelettrica e tecnico delle comunicazioni e Camille, compagna di stanza di Kirsten e una studentessa laureata in informatica, che sarà poi reclutata per aiutare Kirsten come "stitcher".

## Episodi
| Stagione         | Episodi | Prima TV originale | Prima TV Italia |
| ---------------- | ------- | ------------------ | --------------- |
| Prima stagione   | 11      | 2015               | 2016            |
| Seconda stagione | 10      | 2016               | 2017            |
| Terza stagione   | 10      | 2017               | 2018            |

## Personaggi e interpreti

### Personaggi principali
- Kirsten Clark, interpretata da Emma Ishta
- Cameron Goodkin, interpretato da Kyle Harris
- Linus Ahluwalia, interpretato da Ritesh Rajan
- Maggie Baptiste, interpretata da Salli Richardson-Whitfield
- Camille Engelson, interpretata da Allison Scagliotti-Smith
- Quincy Fisher, interpretato da Damon Dayoub

### Personaggi ricorrenti
- Ed Clark, interpretato da Hugo Armstrong
- Marta Rodriguez, interpretata da Tiffany Hines
- Kirsten Clark (da giovane), interpretata da Kaylee Quinn
- Leslie Turner, interpretato da Oded Fehr
- Ayo, interpretata da Sola Bamis
- Alex, interpretato da Ross Kurt Le
- Liam, interpretato da Jack Turner
- Mitchell Blair, interpretato da John Billingsley
- Nina, interpretata da Jasmin Savoy Brown